# Linamar
Linamar Corporation ist ein kanadischer börsennotierter Automobilzulieferer mit Hauptsitz in Guelph, Ontario. Linamar ist der zweitgrößte kanadische Automobilzulieferer nach Magna International. Das Unternehmen liefert Bauteile und Komponenten für verschiedene Automobilhersteller sowie die Industrie. Das Unternehmen verfügt über mehrere Produktionswerke in Nordamerika, Europa und Asien und beschäftigt weltweit rund 25.700 Angestellte, davon über 9300 in Canada. In 59 Produktionszentren, sechs Entwicklungs- und Ingenieursabteilungen sowie 17 Verkaufsniederlassungen in Kanada, USA, Deutschland, Ungarn, Großbritannien, Südkorea und China. Im Jahr 2016 erwirtschaftete das Unternehmen 6 Mrd.$.

## Geschichte
Das Unternehmen wurde am 17. August 1966 von Frank Hasenfratz als Linamar Machine Limited in Ariss, Ontario gegründet. Der Name Linamar geht auf seine beiden Töchter Linda und Nancy sowie seine Frau Margaret zurück.
1996 wurden die Beteiligungen an Portage Manufacturing und an der Western Combine Corporation an AGCO verkauft. In Deutschland wurde 2015 das Plettenberger Schmiedeunternehmen Seissenschmidt übernommen.

## Niederlassungen
Kanada
- Guelph: u. a. Ariss Mfg., Autocom Mfg., Camcor Mfg., Camtac Mfg., Cemtol Mfg.
- Windsor: Exkor Manufacturing.

USA
- Iowa: Skyjack Mfg.Li
- Kentucky: Eagle Manufacturing CO. L.L.C.
- Michigan: Linamar Sales Corp., Linamar U.S.A. INC., McLaren Performance Technologies INC.

Ungarn
- Orosháza: Linamar Products Division (LPD), OROS Division (OROS)
- Békéscsaba: Precision Part Manufacturing Division (PPM)

Frankreich
- Linamar Saint-Chamond, Saint-Chamond
- Linamar Montfaucon Transmission, Montfaucon-en-Velay
- Montupet SA, Clichy-sous-Bois
- Montupet SA Laigneville, Laigneville
- Montupet SA Châteauroux, Châteauroux

Deutschland
- Crimmitschau (Sachsen): Linamar Antriebstechnik GmbH, Linamar Powertrain GmbH, Linamar GmbH
- Crimmitschau (Sachsen): McLaren Engineering Crimmitschau Tech Center GmbH
- Warnstedt/Thale (Sachsen-Anhalt): Linamar Valvetrain GmbH
- Reinsdorf (Sachsen): Linamar Motorkomponenten GmbH
- Plettenberg: Linamar Plettenberg GmbH, Linamar Tooling GmbH, Linamar Forging

Mexiko
- Engicom
- Industrias de Linamar S.A. de C.V.
- Linamar de Mexico S.A. de C.V. Saltillo, Coahuila
- ILSA

Asien
- Linamar Automotive Systems Korea Ltd.
- Linamar Automotive Systems (WUXI) Co. Ltd.
- Linamar Asia-Pacific Group (China) Sales Office
- Linamar Japan Sales Office

Indien
- Linamar India Private Limited